# Josef Zikmund (advokát a politik)
Josef Zikmund (17. února 1810 Šťáhlavy – 17. prosince 1868 Čáslav) byl český advokát a politik, v 2. polovině 19. století poslanec Českého zemského sněmu a Říšské rady.

## Biografie
Profesí byl právník, soudce, advokát a politik. Žil v Čáslavi, kde se zapojil do veřejného života. 24. září 1864 byl valnou hromadou zvolen za prvního předsedu spolku Včela Čáslavská.
Po obnovení ústavního života v Rakouském císařství počátkem 60. let 19. století se zapojil i do zemské a celostátní politiky. V zemských volbách v Čechách v roce 1861 byl zvolen v městské kurii (volební obvod Čáslav – Chotěboř – Golčův Jeníkov) do Českého zemského sněmu. Zvolen byl jako oficiální kandidát českého volebního výboru (Národní strana - staročeská). Opětovně byl zvolen do sněmu za týž obvod v zemských volbách v lednu 1867 i v krátce poté konaných zemských volbách v březnu 1867. V srpnu 1868 patřil mezi 81 signatářů státoprávní deklarace českých poslanců, v níž česká politická reprezentace odmítla centralistické směřování státu a hájila české státní právo. Čeští politici tehdy praktikovali politiku pasivní rezistence, kdy fakticky bojkotovali zemský sněm. Zikmund byl proto zbaven mandátu pro absenci v září 1868.
V téže době také zasedal v Říšské radě (celostátní zákonodárný sbor), kam ho vyslal zemský sněm roku 1861 (tehdy ještě Říšská rada nevolena přímo, ale tvořena delegáty jednotlivých zemských sněmů). Zánik jeho mandátu pro absenci oznámen na schůzi 14. července 1863. Opětovně ho sem zemský sněm delegoval roku 1867. V rámci politiky pasivní rezistence ovšem nepřevzal mandát. Zánik jeho mandátu zemského (viz výše) a tudíž i říšského poslance nastal 26. září 1868.
Zemřel v prosinci 1868 v Čáslavi a byl pohřben na místním Staroměstském hřbitově.